# دانشگاه تگزاس در تایلر

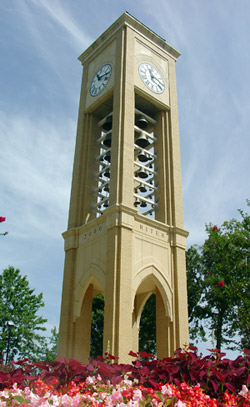

دانشگاه تگزاس در تایلر (به انگلیسی: University of Texas at Tyler) از دانشگاه‌های سیستم دانشگاه تگزاس در ایالت تگزاس در ایالات متحده آمریکا می‌باشد.
این دانشگاه که در شهر تایلر قرار دارد در سال ۲۰۰۷ بیش از ۷۰۰۰ دانشجو ثبت نام بعمل آورد.

## منلع
http://en.wikipedia.org/wiki/University_of_Texas_at_Tyler